# 斯萬岩
64°58′S 63°18′W / 64.967°S 63.300°W
斯萬岩（Swan Rock），是南極洲的岩石，位於葛拉漢地的丹科海岸，處於威廉斯角西南面2.8公里，在1950年由阿根廷政府繪入地圖，現時由南極條約體系管理。